# 比尔泽布贾
比尔泽布贾，是马耳他的市镇，位于馬耳他島东南端。市镇面积为9.2平方公里，2019年人口数量为12,915人。
该市最为有名的是科学家曾经在其附近的一个洞穴中发现过冰河时期的化石。